# Датский шпиц
Датский шпиц или датский белый шпиц (дат. dansk hvide spids) — порода собак, выведенная в Дании. На протяжении многих лет они были известны под разными названиями, включая самоедский шпиц, вольф-шпиц, гренландский шпиц и белый шпиц, что затрудняло отслеживание породы и ее разведение. Сегодня порода известна как датский шпиц.
С 1 января 2013 года стало возможным регистрировать собак этой породы в DKK — датском кинологическом клубе, зарегистрированном в Международной Кинологической Федерации. Он все еще не признан МКФ, но в настоящее время восстанавливается и регистрируется в X-регистре Датского кинологического клуба. Породу можно разводить в Дании и странах Северной Европы . Поскольку она еще не признана официально, она все еще не так широко известна в Дании и остальном мире.
Он принадлежит к группе шпицев и имеет общее сходство с самоедской собакой, американской эскимосской собакой, японским шпицем и вольпино итальяно.

## Происхождение и история

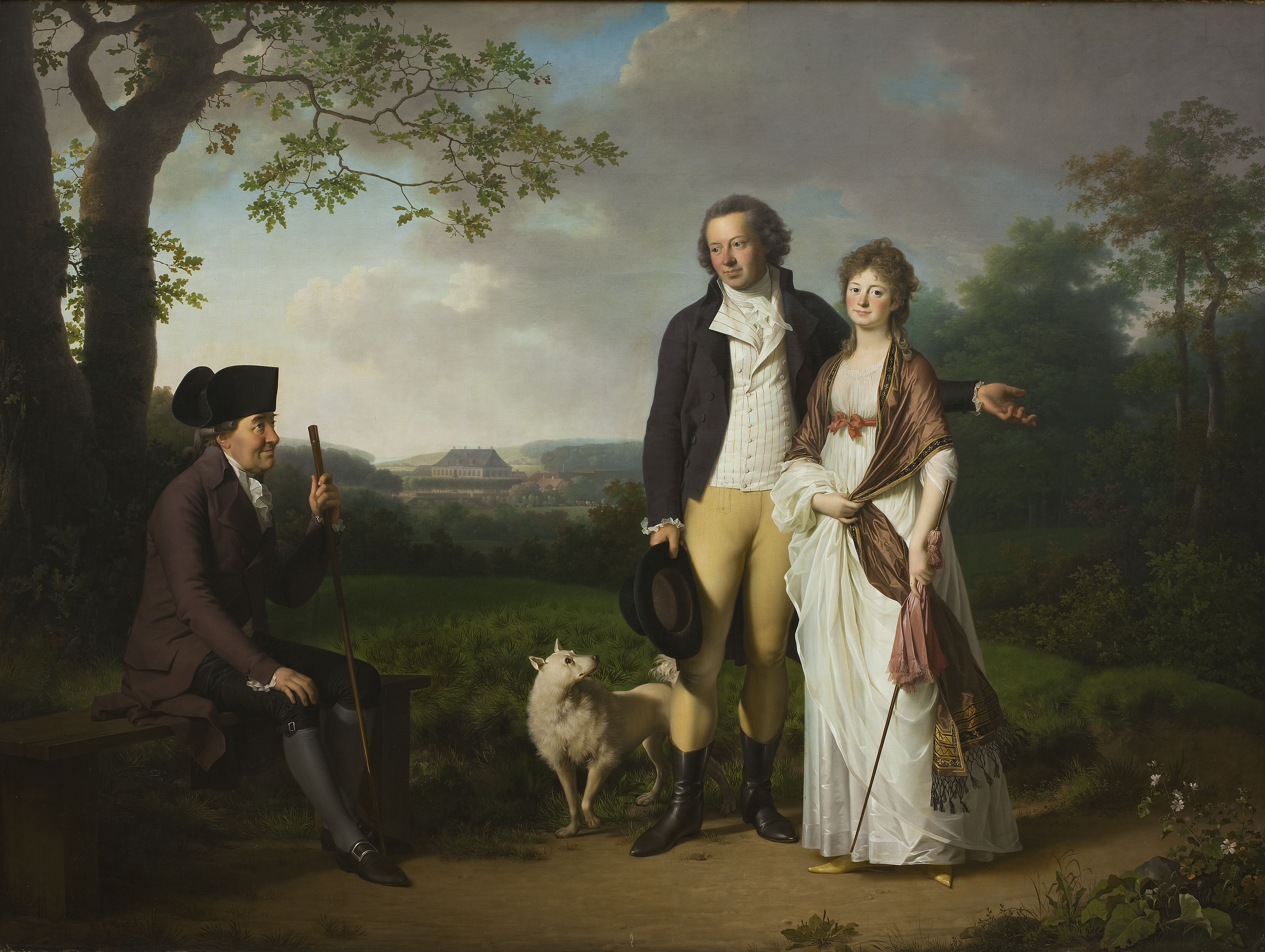
«Семейная фотография Рюбергске» (1797) Йенса Юэля изображает подстриженного датского шпица.

Самые ранние сведения о породе можно найти в старых картинах и фотографиях последних двухсот лет. Примером может служить известная картина «Семейная фотография Рюбергске» Йенса Юэля 1797 года, которую можно увидеть в Национальном музее искусств в Дании. На этой картине изображен подстриженный датский шпиц. Есть также фотографии примерно 1900 года, на которых можно увидеть датского шпица.
Обычно их использовали в качестве собак-компаньонов в сельской местности, особенно в Ютландии, но еще раньше они принадлежали в основном буржуазии. Порода обрела свою славу в 1930-х годах, когда она была относительно распространена на фермах по всей округе. Основной работой датчан этой породы была забота о детях, и поэтому ее обычно называли детской собакой. С тех пор численность датских шпицев значительно сократилась, и порода почти вымерла. Но с конца 1980-х годов некоторые приложили большие усилия, чтобы восстановить породу такой, какой мы ее знаем. Сегодня существует все большее количество представителей этой породы, и все они находятся под управлением DKK — клуба под эгидой FCI.

## Шерсть и цвет
Цвет шерсти варируется от белого до бисквитного. Верхний слой шерсти гладкий и линяет небольшими порциями в течение года. Подшерсток мягкий и сохраняет прохладу летом и тепло зимой; он линяет весной и осенью. Шерсть датского шпица средней длины и не должна отставать от тела. Она немного длиннее у ушей, с очесами на задней стороне бедер и ног. Хвост должен быть пушистым и закинутым на спину. Он может висеть, когда собака спокойна.